# 看板大関
看板大関（かんばんおおぜき）とは、江戸時代、相撲の大関不在時の穴埋めとして、大きくて見栄えがするというだけの理由で番付に大関として記載した力士。当座関、食わせ関、飾り大関とも呼ぶ。
このように選ばれた大関がそれにふさわしい力を備えているとは限らない。そのため、土俵入りには毎日出場するが、取組は二段目の力士と当てられるか、他の幕内力士が出場しない千秋楽の看板大関同士の対戦で一番から数番だけであったり、全休で一番も取らないという例も少なくなかった。
実際に本物の大関と認められる実績を残した者は非常に少なく、その多くは次の看板大関が見つかると番付から姿を消す。ただし、多少なりとも実力を認められた者は関脇や小結、平幕や二段目などに「降格」されている。実際に、実質的な最初の横綱である谷風も元は看板大関で、前頭に降格後実力で大関位を手にしている。ちなみに看板大関として登場し、力士としての実力も高い例としては釋迦ヶ嶽雲右エ門が有名である。
江戸時代には看板大関以外にも、関脇、小結、前頭等にも同様の看板力士の例があり、看板大関同様それにふさわしい力を備えているとは限らないため、取組は一番から数番しか取らなかった、あるいは一番も取らず土俵入りのみ出場したという例が多かった。長身力士として知られる生月鯨太左衛門や、怪童と呼ばれた大童山文五郎も、そのひとりである。
看板大関の制度自体は江戸時代のうちに消滅するが、明治時代までは「小さい者は大関にふさわしからず」と言われて番付でも大きい者は優遇、小さい者は冷遇されることが多かった。その影響を受けた力士の代表として大砲と荒岩が挙げられる。大砲は並外れた巨漢で、新入幕場所では3勝6敗と振るわなかったにもかかわらず翌場所上位力士に好成績者がいなかったために小結昇進を果たし、その後も大きな期待を集めて番付面で優遇され横綱になっているのに対し、荒岩は横綱級の実力を持ちながら、当時の横綱陣に体格が劣ったために横綱昇進を果たせなかった。